# آرومانش لو بن
آرومانش لو بن (به فرانسوی: Arromanches-les-Bains) یک کمون (فرانسه) در فرانسه است که در canton of Ryes واقع شده‌است.
 آرومانش لو بن ۱۳٫۷ کیلومتر مربع مساحت دارد  ۱۵ متر بالاتر از سطح دریا واقع شده‌است.

## خواهرخوانده
شهر Dongo خواهرخواندهٔ آرومانش لو بن هست.